# Capitulațiile Imperiului Otoman
Capitulațiile Imperiului Otoman au fost contracte bilaterale dintre Imperiul Otoman și puterile europene. Potrivit Dicționarului limbii române al Academiei Române, capitulația (derivat din capitulá; provine din capitulum [latina târzie],= "capitol (la o scriere), articol, clauză") este "o convențiune între un stat creștin și Poarta otomană care regulează situația supușilor creștini din imperiul turcesc, din punct de vedere administrativ, fiscal și judecătoresc. S-a crezut că asemenea capitulațiuni, prin care li se recunoștea autonomia și li se stabilea raporturile față de puterea suzerană, ar fi avut și Principatele române; textul lor nu este însă autentic." În amintirile lui Ion Ghica din Scrisori către V.  Alecsandri , autorul amintește despre " Capitulațiunile încheiate de vechii noștri Domni."
Regimul capitulațiilor era alcătuit din excepții la regulile de drept internațional, căci nu se mărginea a garanta libertatea individuală, religioasă și de a face negoț a străinilor, dar îi și sustrăgea pe aceștia de sub imperiul legilor statului în care locuiau. Cuvântul de "capitulații" se întrebuințează mai ales în înțelesul de tratate de așezare. Într-adevăr, partea comercială din capitulații a variat în decursul timpurilor, după nevoile negoțului, iar în veacul al XIX-lea Turcia a încheiat convenții curat comerciale.
Capitulațiile turcești erau garanții acordate de sultani națiunilor creștine, oferind drepturi și privilegii supușilor celor din urmă, care locuiau sau făceau comerț pe teritoriul otoman. Politica capitulațiilor turcești era urmașa în domeniul juridic a politicii Imperiului Bizantin față de puterile europene. În anul 1535 (după alte surse, 1536) între Soliman I Magnificul și regele Franței Francisc I a fost încheiată o înțelegere politică și convenție economică, cunoscută în istorie ca prima "capitulație".. În ultima referință (Jesse Russell ș.a.,2012) se enunță textual:"The Franco-Ottoman Alliance, also Franco-Turkish Alliance was an alliance established in 1536 between Francis I and Suleiman."(Alianța Franco-Otomană ,de asemenea numită Alianța Franco-Turcă, a fost o alianță stabilită în 1536 între Francisc I și Soliman Magnificul). Aceste capitulații aveau de fapt valoarea unui dar care putea fi retras oricând. Capitulația cu Franța a fost reînnoită la 1581, 1597, 1604, 1673 și 25 mai 1740. În următorii ani au fost încheiate asemenea convenții și cu Veneția (la 1540, reînnoită la 1569), Anglia (1583),Olanda (1612), cu Austria la 27 iulie 1718 (tratatul de la Passarowitz), reînnoit prin tratatul de la Belgrad, Suedia (1737), cu cele două Sicilii la 1740, cu Prusia la 22 martie 1761, cu Spania la 1782, cu Rusia ca o urmare a tratatului de la Kuciuk-Kainargi la 10/21 iunie 1783, confirmat prin tratatele politice următoare dintre Rusia și Turcia, cu Sardinia la 1823, cu America de Nord la 1830, cu Belgia la 1878, cu Portugalia la 1843.   Convenția franco-turcă (din 18 februarie 1536) acorda francezilor unele avantaje mai deosebite, ca de exemplu extrateritorialitate personală, taxe vamale scăzute, scutire de impozite etc., însă ea era diferită de capitulațiile de mai târziu, caracterizate prin inegalitate între părțile contractante.
Aceste convenții erau redactate pe capitole (care se numeau capitula). Francezii s-au prevalat ulterior de prevederile convenției încheiate, atunci când Imperiul otoman decăzuse, făcând presiuni  asupra otomanilor să  respecte aceste obligații. "Presiunile"  se referă mai ales la clauzele comerciale, care fuseseră acceptate atunci benevol de către sultan.
Inițial, rostul capitulațiilor a fost de a fixa anumite imunități pe care Poarta, de bunăvoie, le acordă  supușilor străini așezați în Imperiul Otoman. Era vorba de un drept excepțional capitular, concedat de Poartă asupra dreptului comun al imperiului, în favoarea cetățenilor statelor creștine amice. Din a doua jumătate a secolului al XVIII-lea, mai ales, de când regimul capitular s-a generalizat și numărul consulilor străini în Turcia s-a înmulțit, puterile europene, profitând de slăbiciunea Imperiului Otoman, au răsturnat rolurile, făcând din dreptul capitular,  un drept comun al străinilor așezați în statele Sultanului și socotind ca un abuz orice încercare din partea Porții de a supune pe sudiții  străini legilor otomane. Fără a căuta textele unor presupuse capitulații pe care vechii domnitori le-ar fi încheiat cu Poarta, este suficient că de fapt Principatele se bucurau de o largă autonomie, recunoscută începând cu  tratatul de la Kuciuk-Kainargi prin acte oficiale ale Porții. Astfel, era hatișeriful de la 4 noiembrie 1774, promulgat de Poartă imediat după numirea lui Grigore al III-lea Ghica ca Domnitor în Moldova, care confirmă pronomiile (= privilegiile) Moldovei, document care prevedea, între altele, că pricinile dintre turci și raiale erau de competența Domnitorului, împreună cu divan-efendi.
Odată cu instalarea consulilor unor țări europene în Principatele române , hatișerifurile de la 1784, 1791, 1792, reînnoiesc privilegiile Principatelor.
Prerogativele Principatelor reînnoite prin firmanele de la 1802 și 1822 au fost confirmate prin convenția de la Akkerman (Cetatea Albă) din 1826 și prin tratatul de la Adrianopol.